# 8221 Ла Кондамін
8221 Ла Кондамін (8221 La Condamine) — астероїд головного поясу, відкритий 14 липня 1996 року.
Тіссеранів параметр щодо Юпітера — 3,285.